# Chiesa del castello di Wittenberg

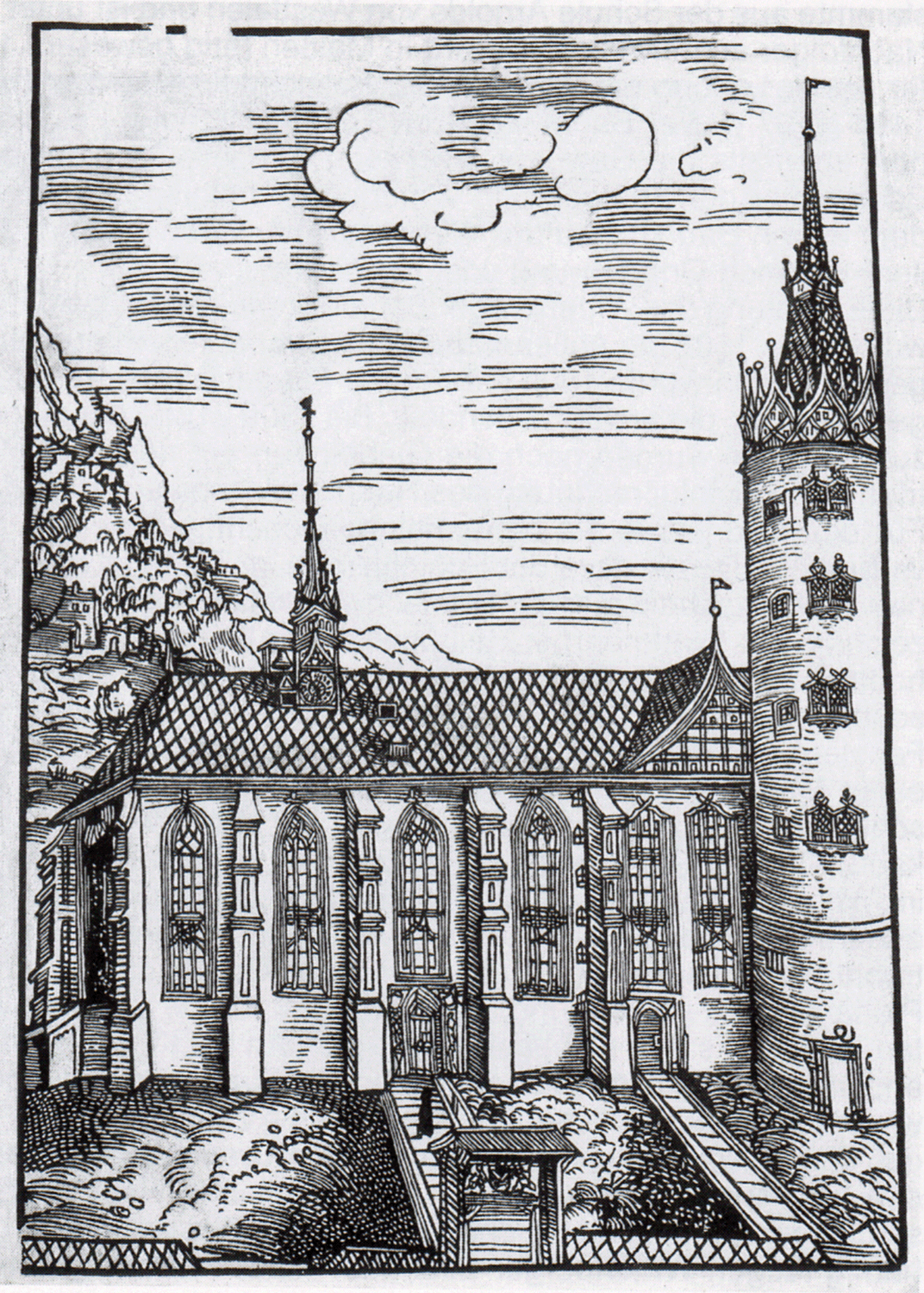
La chiesa del castello di Wittenberg, da un'incisione su legno di Lucas Cranach il Vecchio

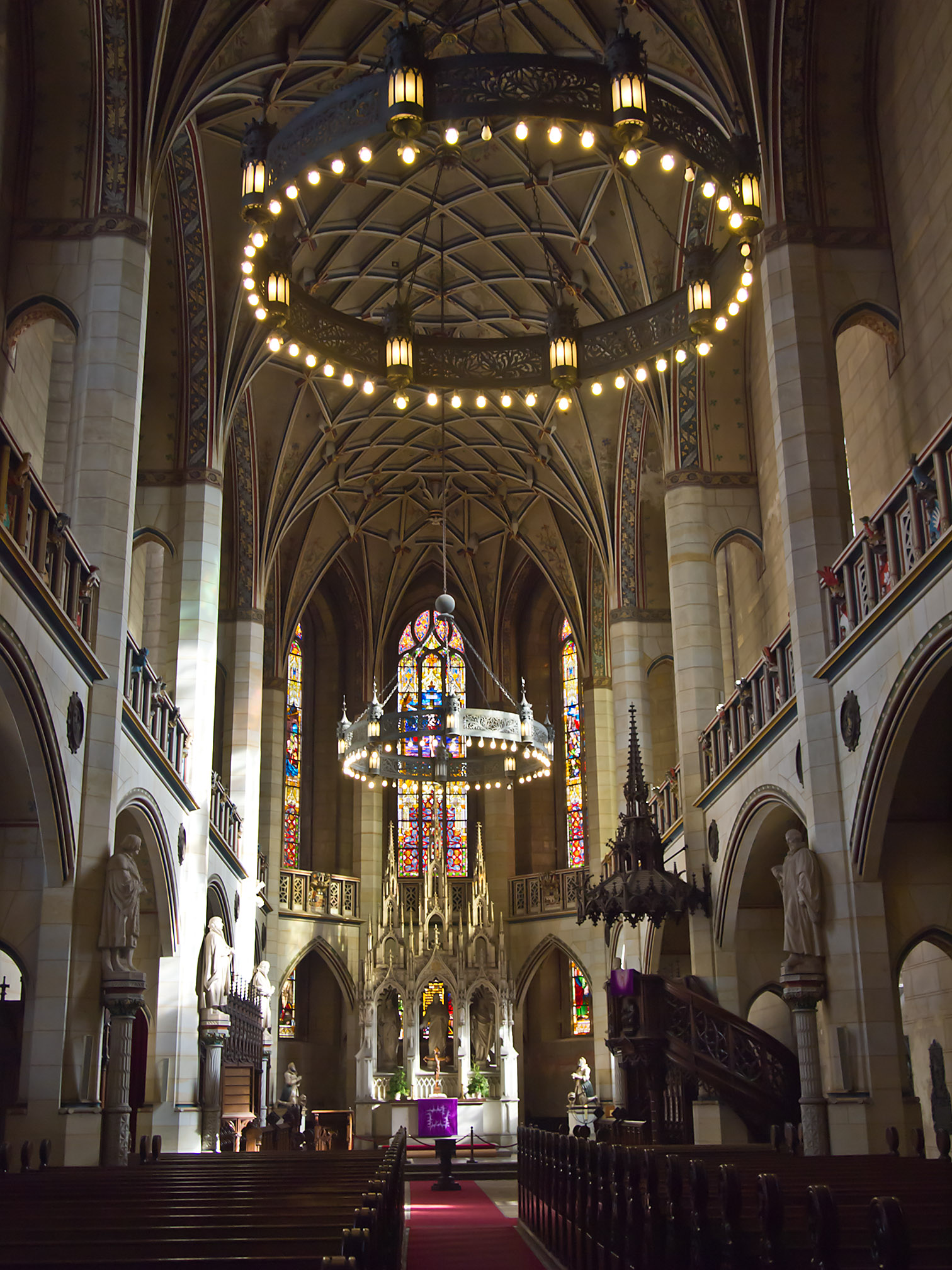
Il coro

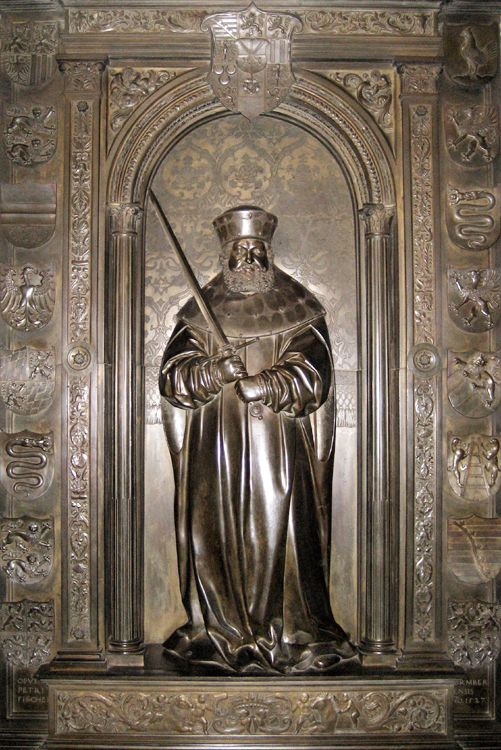
Epitaffio di Federico il Saggio, di Peter Vischer il Giovane

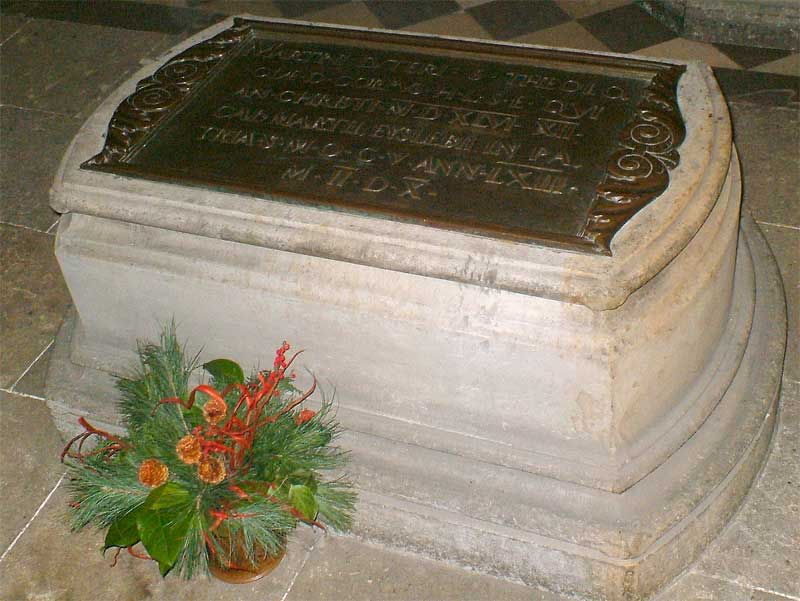
Tomba di Martin Lutero sotto il pulpito (XIX secolo)

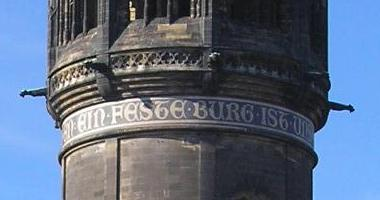
Cartiglio sul campanile: Ein feste Burg ist unser Gott

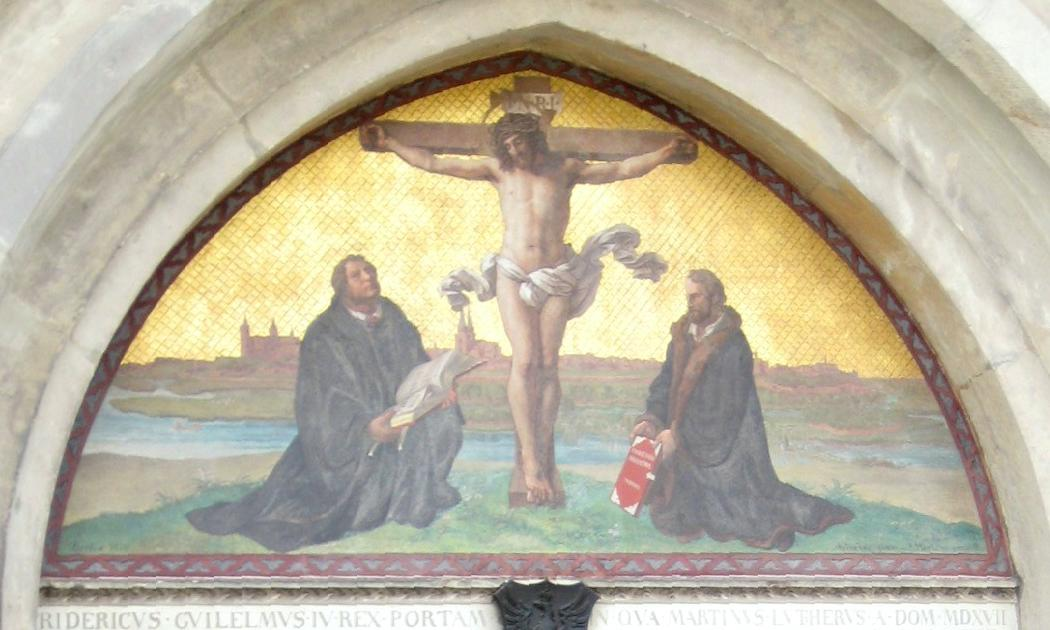
Timpano della porta delle 95 tesi (XIX secolo): Cristo in Croce davanti alla silhouette di Wittenberg; Lutero inginocchiato con la Bibbia in tedesco, Melantone con la Confessio Augustana

La chiesa del castello di Wittenberg (Schlosskirche) è una chiesa evangelica luterana della città di Wittenberg, dichiarata Patrimonio dell'umanità dall'UNESCO. È la chiesa più grande della città.

## Descrizione
Visibile da lontano, si erge il campanile cilindrico della chiesa del castello di Wittenberg alto 88 metri dalla silhouette della città di Wittenberg e segna la parte terminale ovest della città vecchia. Avvicinandosi alla chiesa si nota la cupola verdigris finemente decorata in stile neogotico (1885/92), sotto la quale, su un cartiglio a mosaico, si leggono, in lettere grandi un metro, le parole di un canto religioso di Martin Lutero:
(Scritta sotto la cupola della chiesa del castello di Wittenberg)
La chiesa raggiunse la sua fama quando, il 31 ottobre 1517, il fino ad allora sconosciuto monaco agostiniano e professore di teologia Martin Lutero affisse sulla porta della chiesa le sue 95 tesi in lingua latina che diedero origine alla riforma protestante.

## Storia
Il primo castello nell'attuale posizione, e con lui l'annessa chiesa di Tutti i Santi, fu costruito verso il 1340 dall'ascanide Rodolfo I di Sassonia-Wittenberg.
Il 6 maggio 1346 fu creata la fondazione "Tutti I Santi", che si trovò nel nuovo castello degli Ascanidi. La cappella di "Tutti I Santi", eretta da Rodolfo I, venne posta sotto la giurisdizione diretta della Santa Sede.
Il 24 febbraio 1361 il duca Rodolfo II di Sassonia-Wittenberg conferì alla cappella di "Tutti I Santi" delle entrate, le diede uno statuto e regolò i suoi uffizi divini. Queste norme valsero anche sotto i suoi successori.
Nel 1400, su disposizione di papa Bonifacio IX, la chiesa cittadina di Santa Maria e la Cappella mariana sul monte Apollo vennero poste sotto la giurisdizione della chiesa del castello.
Nel 1415, sotto Rodolfo III di Sassonia-Wittenberg la cappella sul soffitto dell'attuale chiesa del castello fu trasferita in un luogo più luminoso, per accogliere un maggior numero di visitatori.
Dal 1490 al 1515 Federico il Saggio fece erigere ex-novo il castello. La chiesa del castello fu consacrata il 17 gennaio 1503.
Federico vi allestì una grossa raccolta di reliquie, che attirarono i pellegrini anche da molto lontano e le ottenne con forti spese.
Dopo la fondazione dell'Università di Wittenberg (Leucorea) nel 1502, la chiesa del castello nel 1507 divenne la chiesa dell'Università e si sviluppò come luogo di culto accademico. Qui gli studenti ricevevano il loro dottorato, qui Filippo Melantone tenne il suo famoso discorso d'insediamento, qui venivano officiate funzioni e qui le salme dei dignitari dell'Università venivano inumate. Alcune di queste sono tuttora riconoscibili tramite il loro epitaffio.
Il portale principale, allora in legno, veniva utilizzato dagli appartenenti all'Università come bacheca. Martin Lutero, frate del Convento agostiniano di Wittenberg e professore di teologia, deve aver affisso qui, la sera del 31 ottobre 1517, vigilia della festa patronale della chiesa, le sue 95 tesi in lingua latina per stimolare la discussione sul commercio delle indulgenze.
Questo fu il fattore scatenante della Riforma. Se il manifesto delle 95 tesi sia stato esposto in questo modo è questione controversa. 
È dimostrato che Lutero quel giorno avesse inviato le tesi manoscritte a due vescovi e successivamente ad altri teologi.
Nel 1525 Federico il Saggio fu sepolto nella chiesa del castello. Nello stesso anno la chiesa fu profanata e vi fu celebrato il servizio divino nel rito evangelico-luterano. Nel 1546 vi fu inumata la salma di Martin Lutero e nel 1560 quella di Filippo Melantone.
Nel 1760, nel corso della guerra dei sette anni la chiesa fu distrutta da un incendio: gli arredi interni andarono praticamente perduti e la ricostruzione della parte esterna durò fino al 1770. La torre del castello venne ristrutturata come torre campanaria della nuova chiesa. Nel 1814 la chiesa patì nuovi danni, soprattutto nella torre, a causa dell'assalto alla città di Wittenberg durante la guerra di liberazione prussiana. In quest'occasione andarono perduti gran parte degli arredi interni, tra i quali numerose opere d'arte di valore e reliquie. Rimasero indenni solo i monumenti metallici, in particolare la tomba di Federico il Saggio, che il noto fonditore di bronzi Peter Vischer il Vecchio aveva realizzato a Norimberga nel 1527.
Nel 1815 Wittenberg passò alla Prussia, in base agli accordi del Congresso di Vienna. Dopo che l'Università fu trasferita nel 1817 ad Halle sulla Saale, il castello e la chiesa dell'Università furono utilizzati come nuovo seminario evangelico..
Al posto del portale delle 95 tesi, in legno, andato perduto nell'incendio del 1760, il re di Prussia Federico Guglielmo IV ne fece fondere uno in bronzo per il 375º anniversario della nascita di Lutero. Esso fu posto in opera il 28 novembre 1858 con una cerimonia d'inaugurazione.
In occasione del 400º anniversario della nascita di Lutero, nel 1883 ebbe inizio, sotto la conduzione dell'architetto Friedrich Adler, la profonda ristrutturazione della chiesa in stile neogotico come Monumento alla Riforma; la chiesa, a ristrutturazione finita, fu nuovamente consacrata il 31 ottobre 1892.
La congregazione della chiesa del castello venne fondata nel 1949 per dotare la chiesa di una propria congregazione accanto al seminario del predicatore.
In occasione del 500º anniversario della nascita di Lutero, nel 1983, vennero installate nella chiesa dodici vetrate con i ritratti dei tredici più importanti esponenti della Riforma. La Federazione mondiale luterana incaricò in proposito l'artista di Halle sulla Saale, Renate Brömme, di realizzare le figure delle vetrate in uno stile non riferibile a un periodo storico-artistico specifico.
Dal 1978 al 1992 fu attivo in questa chiesa il predicatore Friedrich Schorlemmer, che con l'azione della simbolica forgiatura di spada e aratro – un segno di speranza per il Movimento pacifista nella Repubblica Democratica Tedesca – divenne famoso nel mondo.
Nel quadro della restaurazione della capriata del tetto, avventa tra il 1999 e il 2000, la chiesa riebbe una copertura in tegole secondo il modello del 1892.

## Architettura e arredo
La chiesa del castello di Wittenberg è, dalla sua ristrutturazione neogotica, una chiesa a navata unica, volta a rete e sostegni a parasta, con galleria in pietra che corre lungo tutta la parete e un'abside poligonale. L'altare, il pulpito e le statue dei riformatori risalgono al tardo XIX secolo.

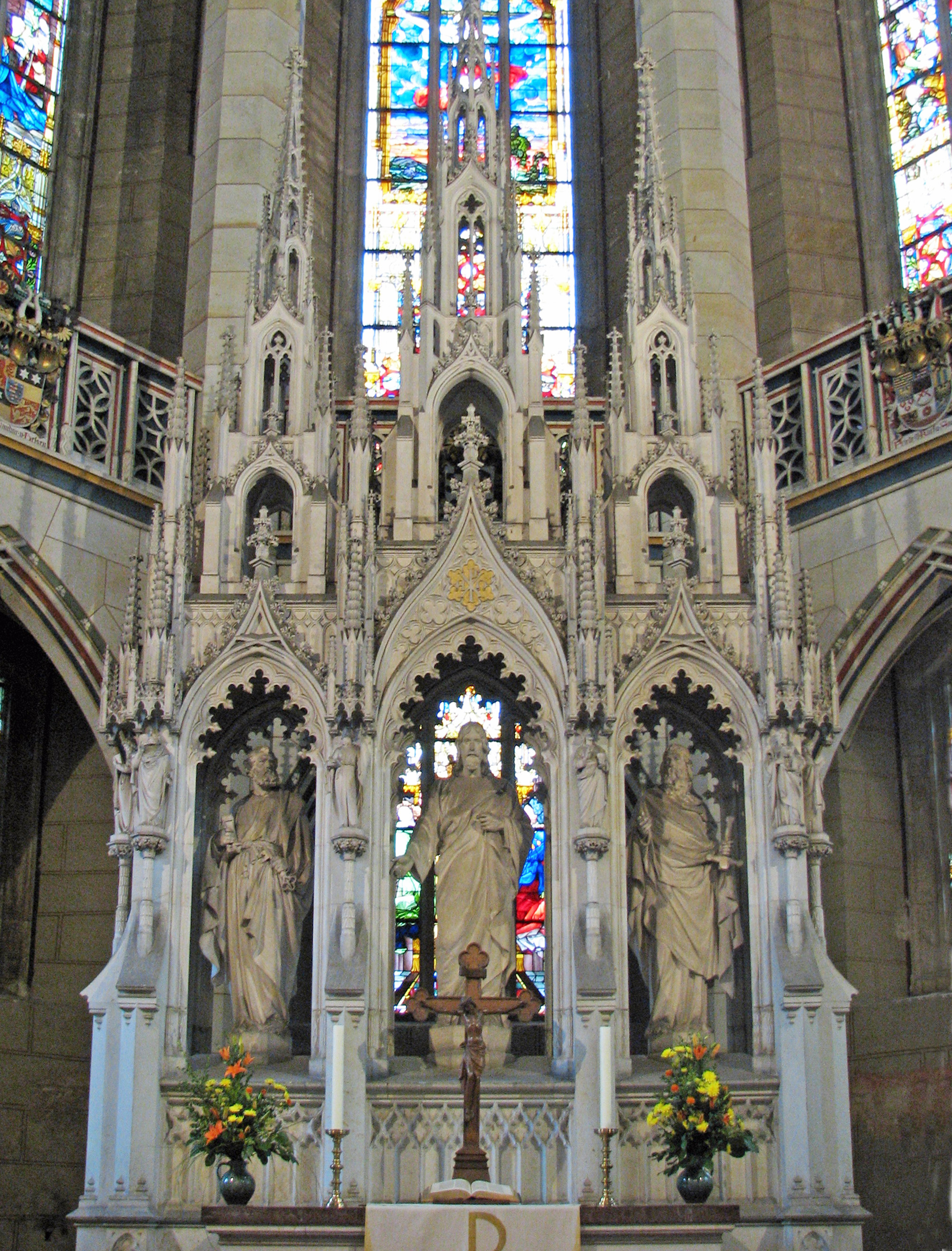
Altar maggiore
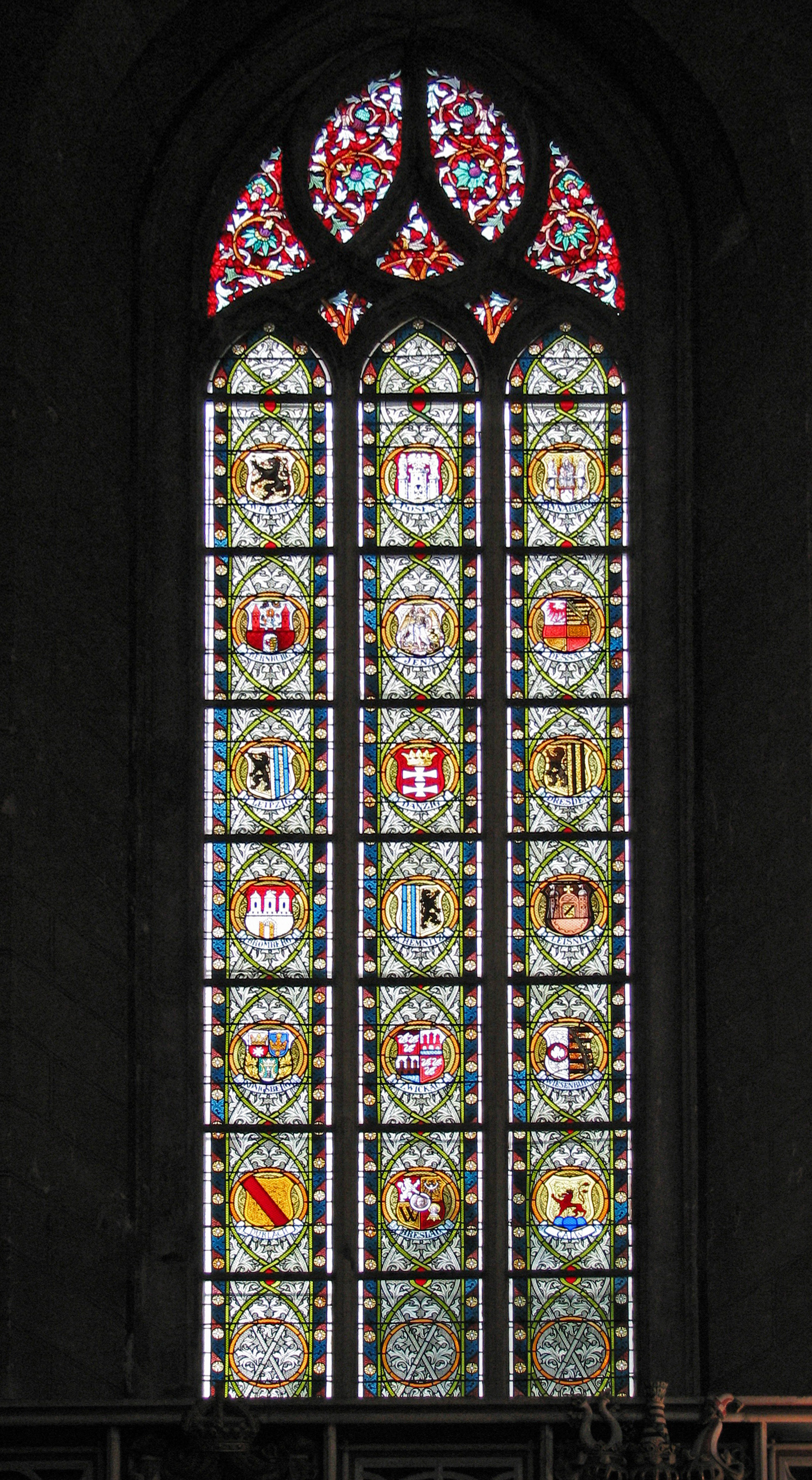
Finestra con lo stemma della prima città riformata
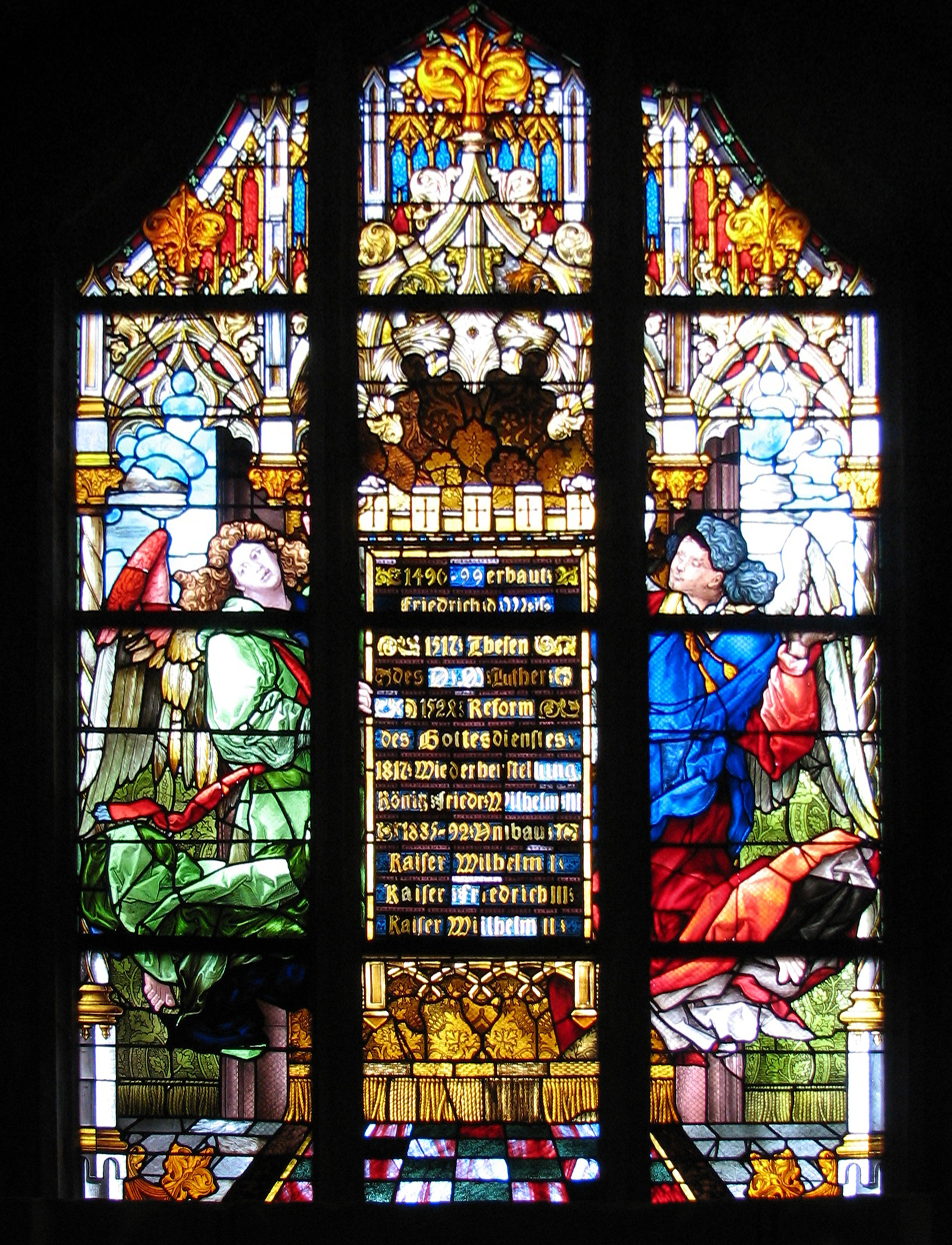
Finestra con l'elenco delle date più significative per la chiesa
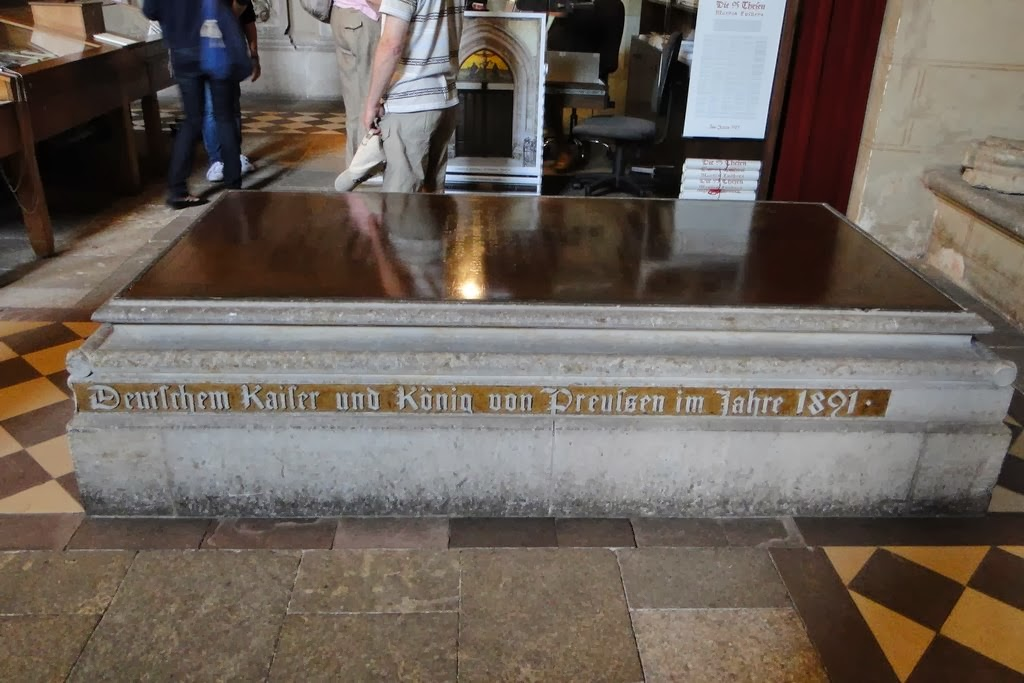
Tomba di principi Ascanidi

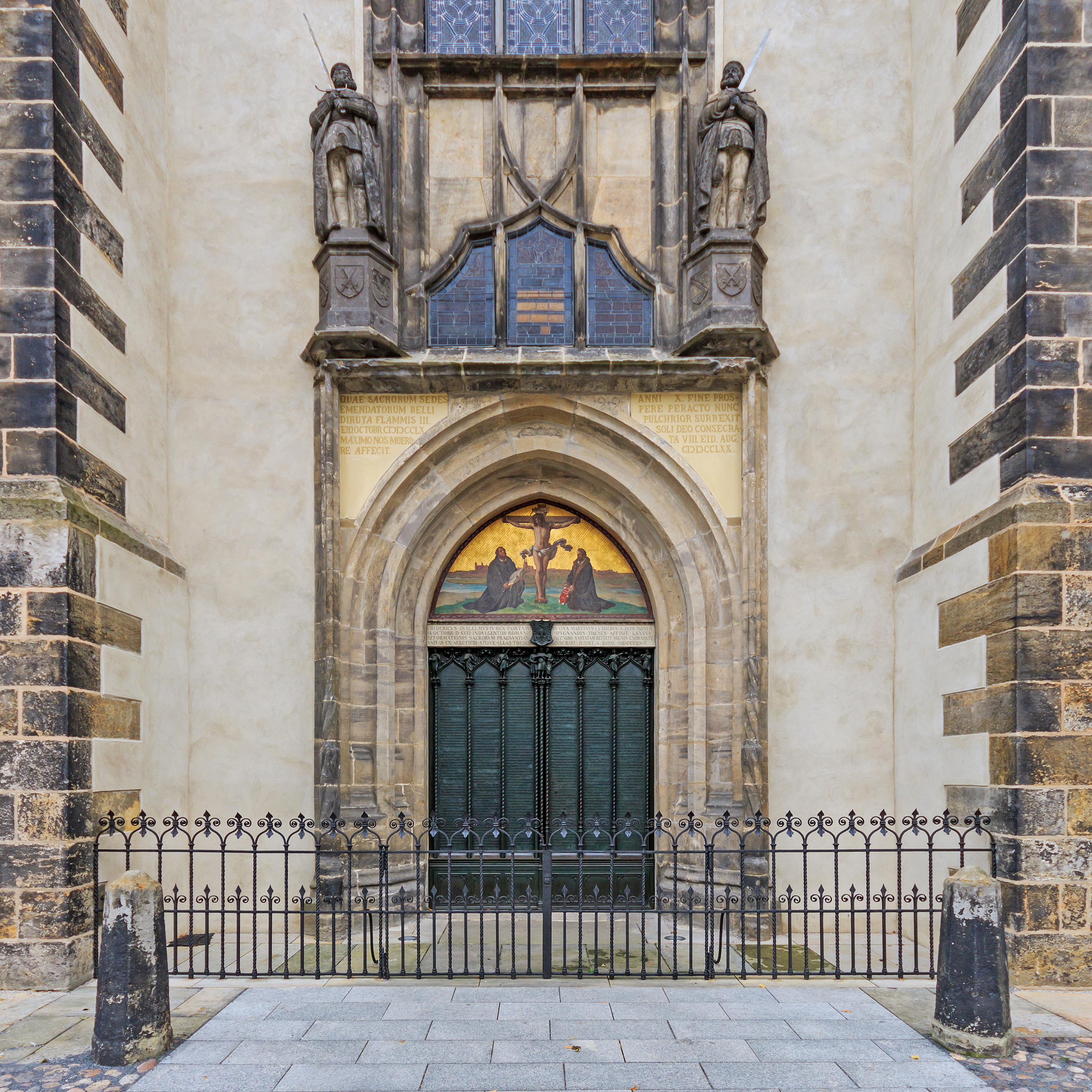
Portale delle 95 tesi

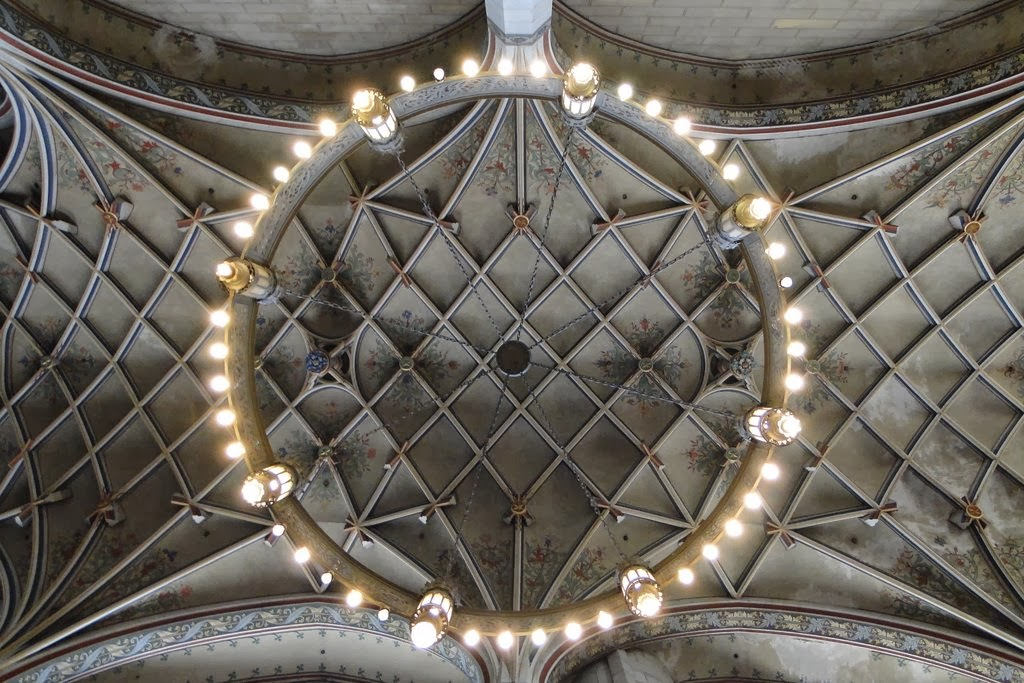
Lampadario a corona

## Portale delle 95 tesi

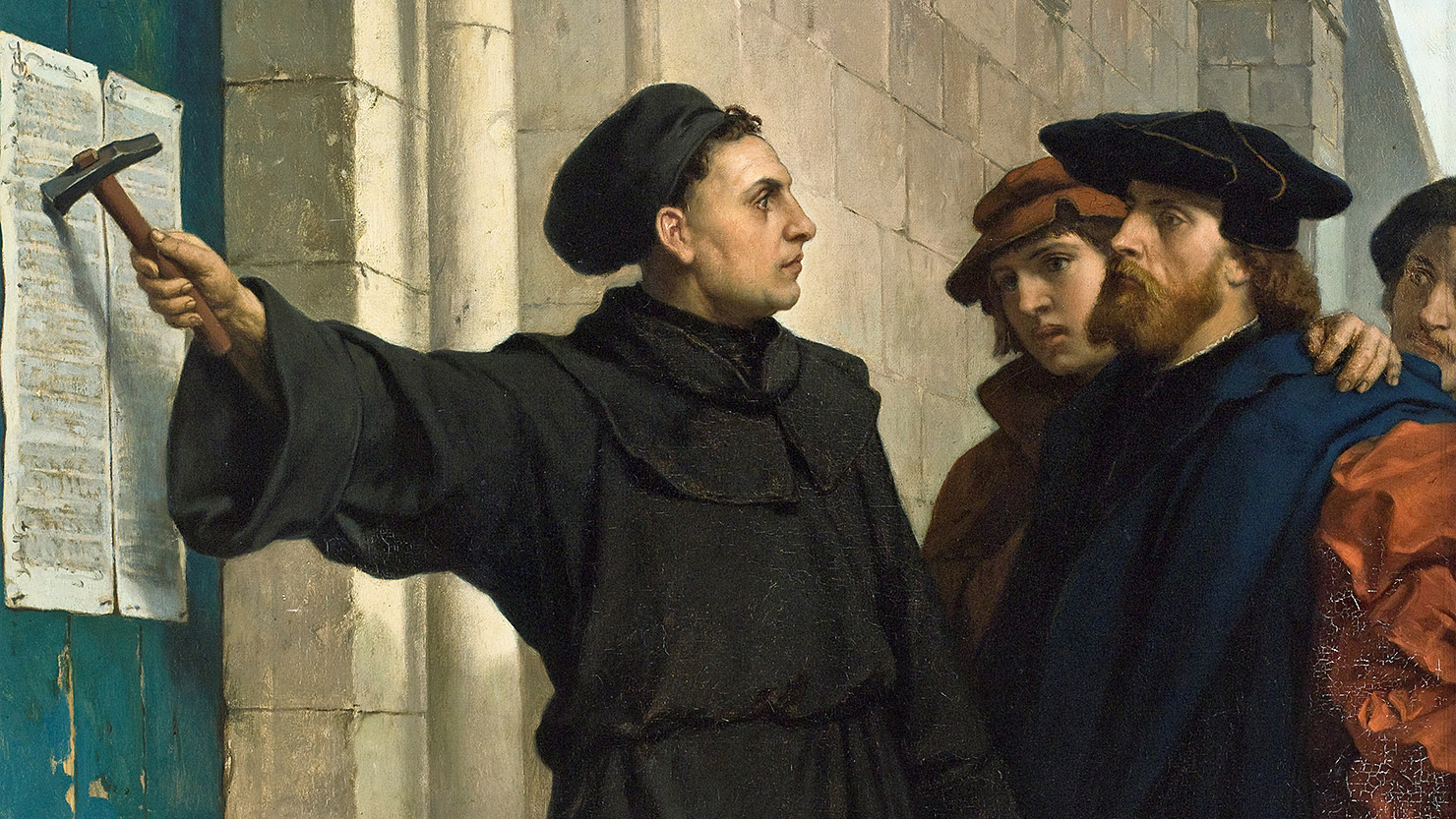
Lutero affigge le sue 95 tesi sul portale della chiesa del castello di Wittenberg, di Ferdinand Pauwels (1830-1904)

L'antico portale delle 95 tesi, andato perduto nell'incendio del 1760, fu sostituito nel 1858 da uno in bronzo, dono del re di Prussia Federico Guglielmo IV alla città.
Esso contiene il testo delle 95 tesi di Lutero ed è corredato da rilievi rappresentanti giovani musicanti, secondo i disegni di Ferdinand von Quast e su modelli di Friedrich Drake, fuso dalla Erzgießer Friebel di Berlino.
L'artistica strombatura del portale è ancora quella originale. Da entrambe le parti della chiave di volta si vede il numero dell'anno: 1499.
Nel 1845 furono sistemate in alto, con ornamento degli stemmi, le figure per Principe elettore Federico il Saggio e del duca Giovanni di Sassonia, detto il Costante, di Friedrich Wilhelm Holbein, su progetto di Friedrich Drake
Nel timpano si trova un crocifisso del 1851 in smalto su lava di August von Kloeber.
I pennacchi della cornice contengono un'appena leggibile scritta in maiuscolo, che ricordano l'incendio del 1760 e il successivo ripristino.

## Organo

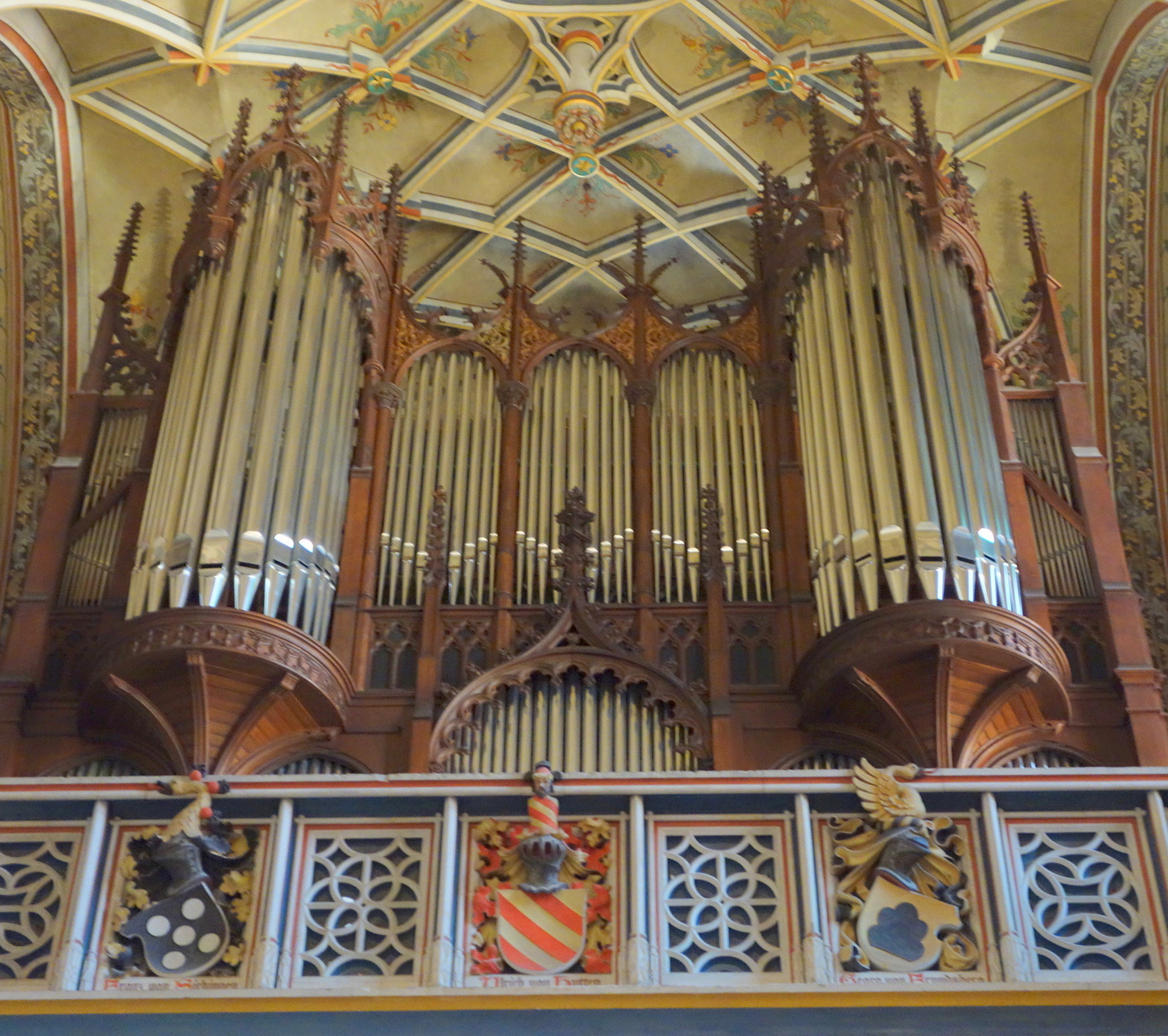
Organo di Friedrich Ladegast.

Dopo l'incendio della chiesa Johann Ephraim Hübner fabbricò nel 1771 un nuovo organo con 37 registri su due tastiere e pedaliera. Nel 1863 esso fu rimpiazzato dall'organo fabbricato da Friedrich Ladegast (Weißenfels) e nel 1893 la sede barocca dell'organo fu rimpiazzata da una neogotica.
L'organo di Ladegast aveva in un primo tempo 39 registri con tre tastiere e pedaliera. Nel 1935 l'organo fu ampliato dalla ditta W. Sauer Orgelbau Frankfurt (Oder) a 50 registri e munì lo strumento di trasmissione elettropneumatica. Negli anni dal 1985 al 1994, l'organo fu ricostruito dalla ditta Hermann Eule Orgelbau Bautzen. Oggi lo strumento è dotato di 3500 canne su 57 registri, 4 tastiere manuali e pedaliera. La trasmissione è meccanica.

## Campane
Nel campanile della chiesa si trovano le tre campane fuse in Apolda Sono state restaurate.

## Restauri per il giubileo del 2017
Con lo sguardo al giubileo dei 500 anni dall'esposizione delle 95 tesi, del 2017, vi è stato un completo restauro  della chiesa. Esso è costato circa 8,2 milioni di Euro. Il 2 ottobre 2016 la chiesa ha ricevuto dalla regina di Danimarca Margherita II un paliotto da lei disegnato come regalo per la riapertura della chiesa appena restaurata.